# Rhesis
La rhesis (Del gr. ρῆσις: palabra, declaración, pasaje citado), en la tragedia griega, designa a un extenso conjunto de versos recitado por un personaje. Se lo puede oponer a la esticomitia (στιχομυθία: στιχος: verso, y μύθος: palabra, discurso), donde cada uno de los personajes que son parte del intercambio de palabras pronuncia un solo verso de manera alterna. 
Se considera que rhesis es todo aquel parlamento que supera los cinco o seis versos.